# Owen Chamberlain
Owen Chamberlain (* 10. Juli 1920 in San Francisco; † 28. Februar 2006 in Berkeley) war ein US-amerikanischer Physiker und Nobelpreisträger.

## Leben
Owen Chamberlain kam 1920 als Sohn des Radiologen W. Edward Chamberlain und seiner Ehefrau Genevieve Lucinda Owen zur Welt.
Chamberlain begann nach seinem Collegeabschluss am Dartmouth College 1941 ein Studium der Physik an der University of California. Er unterbrach sein Studium aufgrund des Kriegseintritts der USA im Zweiten Weltkrieg und arbeitete ab 1942 unter Emilio Segrè im Manhattan-Projekt mit. Nach dem Ende des Krieges und dem Abschluss des Projektes nahm er 1946 sein Studium wieder auf. Unterstützung fand er vor allem von Enrico Fermi. Schließlich schloss er 1949 seine Promotion zum Doktor der Physik mit einer Arbeit über die „Streuung langsamer Neutronen in Flüssigkeiten“ ab und entschloss sich, an der University of California zu bleiben, um hier als Dozent zu wirken; 1958 wurde er zum Professor ernannt. 1959 war er für ein Jahr Loeb Lecturer in Harvard.
Chamberlain war dreimal verheiratet, mit Beatrice Babette Copper († 1988), June Steingart Greenfield († 1991) und Senta Pugh Gaiser. Er hat drei Töchter und einen Sohn aus erster Ehe.

## Werk
Während des Manhattan-Projekts untersuchte Chamberlain die Kernwirkungsquerschnitte für Neutronen mittlerer Energie und die Spontanspaltung schwerer Elemente.
Chamberlain führte ausführliche Studien zur Proton-Proton-Streuung, wobei vor allem die Untersuchungen zu Polarisationseffekten und zur Dreifachstreuung wesentlich waren. 1955 war er zusammen mit Emilio Segrè, Dr. Wiegand und Dr. Ypsilantis an der Entdeckung des Antiprotons beteiligt – 1959 wurde er zusammen mit Emilio Gino Segrè mit dem Nobelpreis für Physik „für ihre Entdeckung des Antiprotons“ ausgezeichnet.
In den folgenden Jahren untersuchte er zusammen mit seinen Kollegen die Wechselwirkung von Antiprotonen mit Wasserstoff, Deuterium und anderen leichten Elementen und konnte mit Hilfe von Antiprotonen auch Antineutronen erzeugen. 1960 nutzte er mit Carson Jeffries und Gilbert Shapiro erstmals polarisierte Protonentargets um die Spinabhängigkeit einer Vielzahl von Hochenergieprozessen zu untersuchen – sie führten u. a. Untersuchungen zur Streuung von Pi-Mesonen und Protonen an polarisierten Protonen durch, bestimmten die Parität von Hyperonen testeten die T-Symmetrie bei der Elektron-Proton-Streuung.

## Auszeichnungen und Ehrungen
- Guggenheimstipendium, 1959
- Nobelpreis für Physik, 1959

1960 wurde er zum Mitglied der National Academy of Sciences und 1974 der American Academy of Arts and Sciences gewählt.